# Harrie Kwinten
Henricus Johannes (Harrie) Kwinten (Eindhoven, 8 september 1962) is een Nederlandse voormalig hockeyspeler. Hij speelde negentien interlands voor de Nederlandse hockeyploeg, waarin hij één doelpunt maakte. De verdediger annex middenvelder kwam in zijn loopbaan onder meer uit voor Tegenbosch, een van de voorlopers van het huidige HC Eindhoven, en voor Oranje Zwart.
Kwinten maakte zijn debuut voor het Nederlands elftal op 1 december 1989 in Amstelveen, in het met 6-0 gewonnen oefenduel tegen Frankrijk. Hij werd wereldkampioen met het Nederlands Elftal in Pakistan in 1990 en hij nam deel aan één Olympische Spelen: Barcelona 1992. Bij dat laatste toernooi, waar Nederland als vierde eindigde, speelde de strafcornerspecialist ook zijn laatste interland: Nederland-Maleisië (6-0) op 3 augustus.
Drie jaar later beëindigde Kwinten zijn actieve hockeycarrière op het hoogste niveau (hoofdklasse). Zijn laatste wedstrijd voor Oranje Zwart speelde hij op 28 mei 1995 in de troostfinale van de play-offs. Tegenstander was HC Bloemendaal dat met 4-2 verslagen werd, onder meer door drie doelpunten van Kwinten. Na zijn loopbaan bleef hij wel betrokken bij het hockey. Zo was hij onder meer coach van het eerste vrouwenteam van Oranje Zwart en de heren 1 van R. Antwerp H.C. . Momenteel is Kwinten actief als assistent-coach bij Oranje Zwart.
Floris Jan Bovelander · 
Jacques Brinkman · 
Marc Delissen · 
Cees Jan Diepeveen · 
Pieter van Ede · 
Maarten van Grimbergen · 
Taco van den Honert · 
Leo Klein Gebbink · 
Hendrik Jan Kooijman · 
Harrie Kwinten · 
Frank Leistra · 
Bart Looije · 
Wouter van Pelt · 
Bastiaan Poortenaar · 
Stephan Veen · 
Gijs Weterings ·
Coach: Hans Jorritsma